# Джордж Дуглас-Гамільтон
Джордж Дуглас-Гамільтон (9 лютого 1666 — 29 січня 1737) — І граф Оркні, шотландський аристократ, військовий діяч, перший генерал британської армії, який отримав чин фельдмаршала (12 січня 1736 року).

## Життєпис

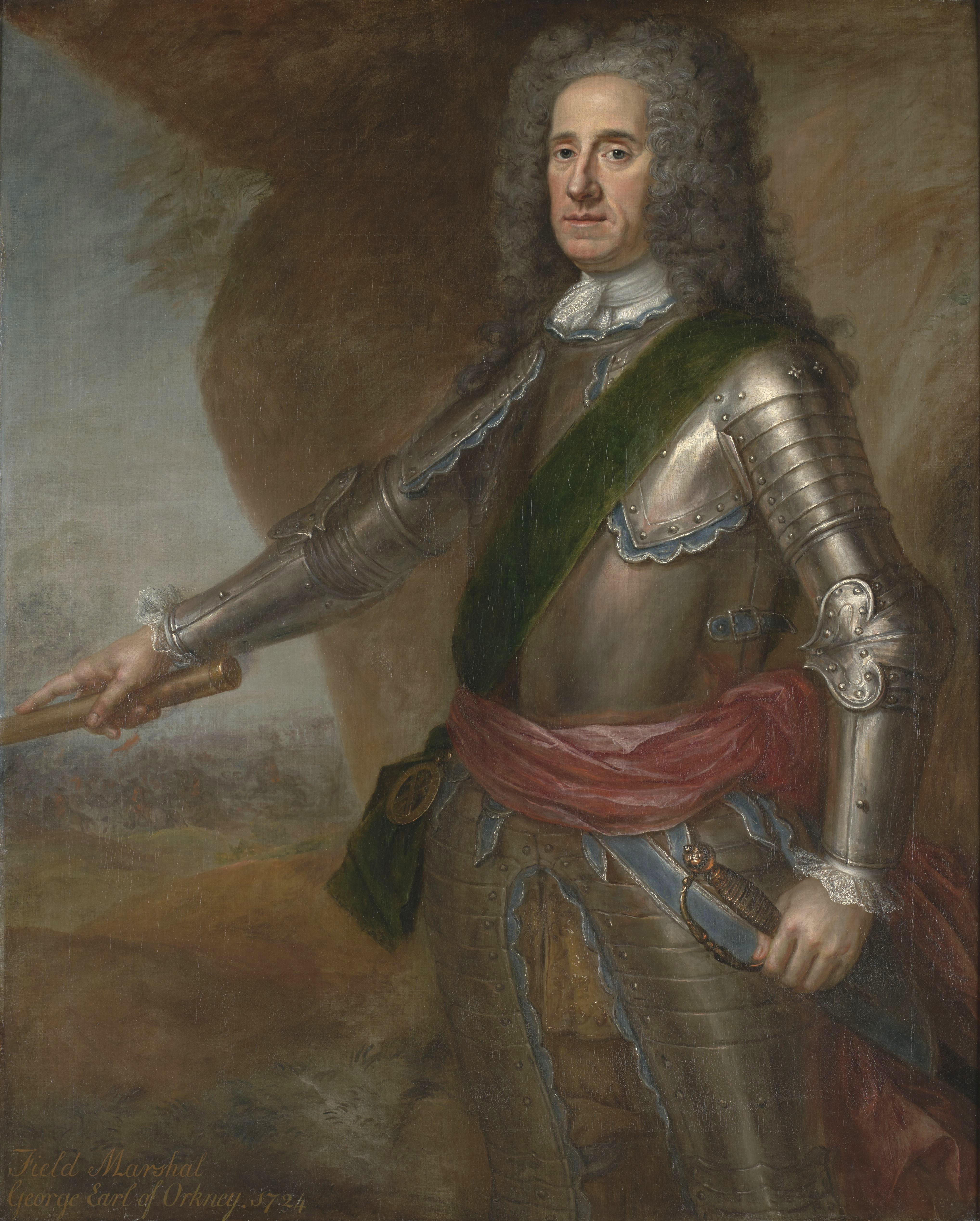
Джордж Дуглас-Гамільтон — І граф Оркні.

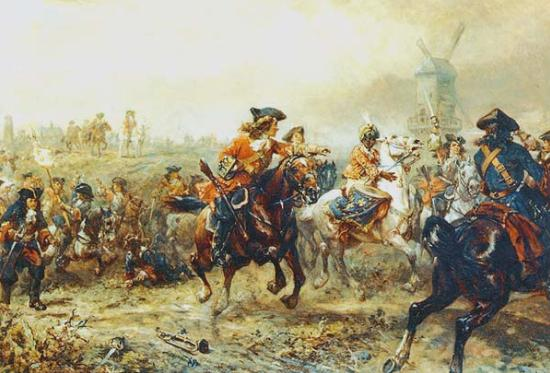
Битва під Раміл'є.

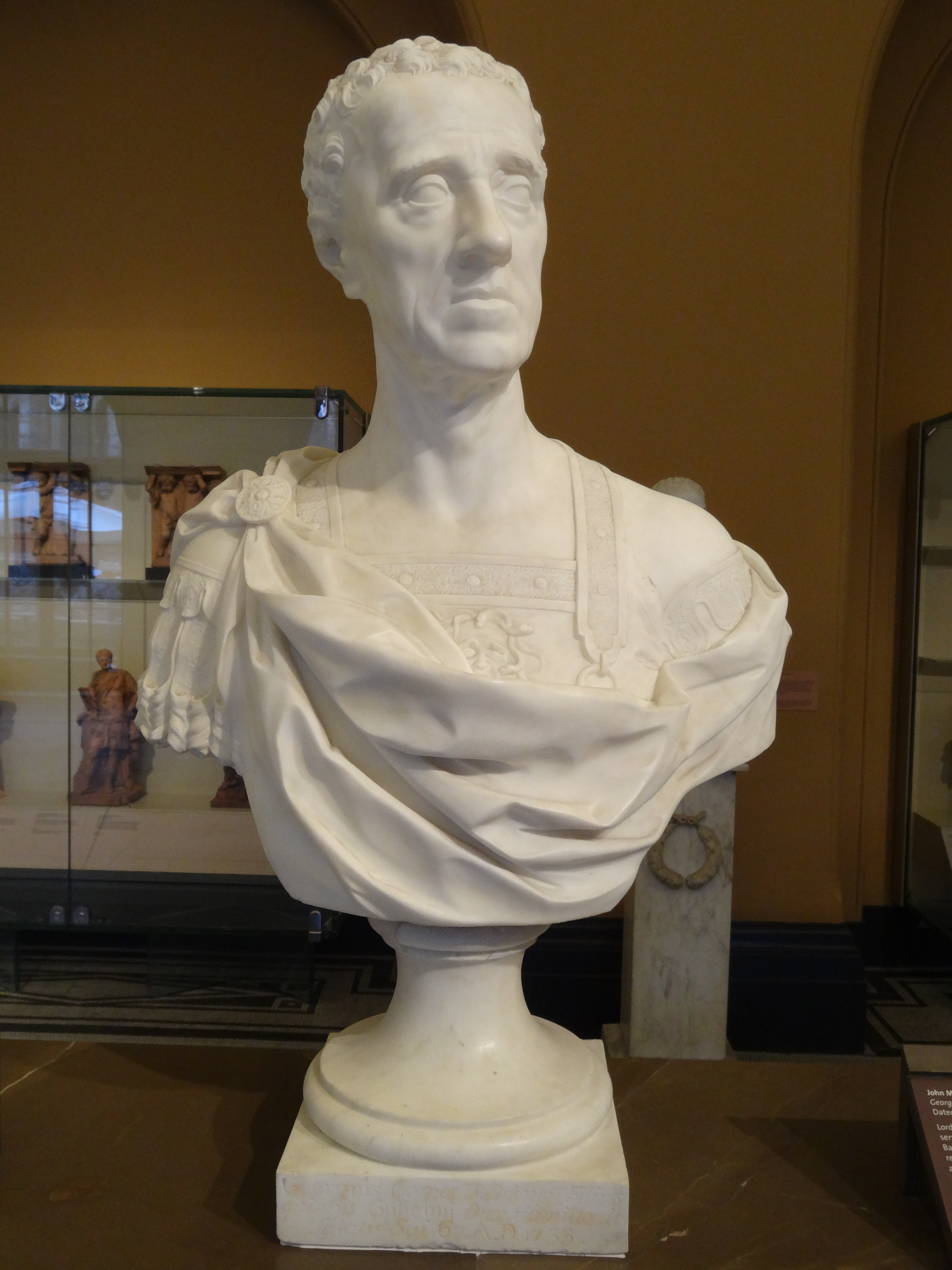
Джордж Дуглас-Гамільтон у вигляді римського центуріона.

### Молоді роки
Лорд Джордж Дуглас-Гамільтон народився в замку Гамільтон. Він був п'ятим сином в родині Анни Гамільтон — ІІІ герцогині Гамільтон та Вільяма Дугласа — графа Селкірк.
Військову кар'єру він почав під командою свого дядька — лорда Джорджа Дугласа — І графа Дамбартон, також він служив під командою свого іншого дядька — лорда Джеймса Дугласа і згодом під командою ще одного — лорда Арчібальда Дугласа — І графа Ормонд. Службу він почав в І Королівському шотландському піхотному полку.

### Ірландія та Фландрія
Після того, як Джордж Дуглас-Гамільтон поступив на військову службу, в 1689 році він отримав звання підполковника (блискуча кар'єра! У 23 роки — підполковник!). Через кілька місяців, отримав тимчасове підвищення — звання полковника. У складі І Королівському шотландському піхотному полку він брав участь у битві на річці Бойн (Ірландія) та в битві під Авгрім — які вирішально визначили долі, так званої, «Славної революції» та Ірландії. Після цього Джеймс Дуглас-Гамільтон отримав полк Королівських Фузелерів, командуючи яким, він брав участь в Війні Авгсбургської ліги. Також, він брав участь у таких битвах: під Неервіндене (Ланденом) 29 липня 1693 року та в осаді Намюра 2 липня — 1 вересня 1695 року, під час якої, був серйозно поранений. Незабаром він отримав звання бригадира.
У 1695 році Джеймс Дуглас-Гамільтон одружився з Елізабет Віл'єр — сестрою Едуарда Віл'єра — І графа Джерсі. У 1696 році він отримав титул пера Шотландії, титул графа Оркні, віконта Кіркволла, барона Дечмонда.

### Війна за Іспанську спадщину
Отримавши звання генерал-майора Джеймс Дуглас-Гамільтон брав участь у війні за Іспанську спадщину. Воював під командуванням герцога Мальборо. У 1704 році отримав звання генерал-лейтенанта. Під час Гохшедської битви 13 серпня 1704 року Джеймс Дуглас-Гамільтон очолив вирішальну атаку на селище Гохшедт, примусивши його захисників капітулювати. У червні 1705 року на чолі армії здійснив перехід з метою деблокування фортеці Льєж. Під час битви під Рампіл'ї 23 травня 1706 року очолив переслідування відступаючих французьких військ. Зіграв вирішальну роль під час битви під Авденарде 11 липня 1708 року. В 1708 році захопив дві важливих позиції ворога біля Турне. Під час відчайдушної битви під Мальплаке війська під його командуванням перші ввірвалися на позиції французів, що зайняли оборону. При цьому британська армія понесла значні втрати. Лишався до кінця війни у Фландрії. За цей час Джеймс Дуглас-Гамільтон отримав звання повного генерала. Після мирних перемовин отримав нагороду — почесний чин командуючого полковника — колонел комбатант І Королівського шотландського піхотного полку — полку, в якому він починав службу.

### Подальше життя
Пізніше Джеймс Дуглас-Гамільтон отримав посаду лорда королівської опочивальні при дворі короля Георга I. Потім отримав посаду губернатора Единбурзького замку в 1714 році. Він був депутатом Палати лордів парламенту як пер Шотландії. 31 січня 1735 року він отримав звання фельдмаршала — вперше в історії Англії та Великої Британії. Джеймс Дуглас-Гамільтон збудував храм біля свого маєтку в Бакінгемширі, в Клівден, за проектом архітектора Джакомо Леоні.
Джеймс Дуглас-Гамільтон помер в своєму будинку на Альбемарл-стріт в Лондоні 29 січня 1737 року і був похований в Теплоу-карт. У 1733 році Міхаел Рісбрек — скульптор з Антверпена, виготовив мармуровий бюст Джеймса Дугласа-Гамільтона у вигляді римського центуріона. Ще дитиною Рісбрек бачив Джеймса Дугласа-Гамільтона в Антверпені незабаром після його перемоги на Раміл'ї. Бюст зараз знаходиться в музеї Вікторії та Альберта.

## Родина та діти
У 1695 року Джеймс Дуглас-Гамільтон одружився з Елізабет Віл'ерс — колишній коханкою короля Англії та Шотландії Вільгельма III. У них було три дочки:
- Леді Анна Дуглас-Гамільтон — графиня Оркні, вийшла заміж за Вільяма О'Браєна — IV графа Інхіквін
- Леді Франсес Дуглас-Гамільтон — вийшла заміж за Томаса Ламлі-Сондерсона — ІІІ графа Скарбро
- Леді Генрієтта Дуглас-Гамільтон — вийшла заміж за Джона Бойла — V графа Корк